# Ruhm
Ruhm (von althochdeutsch/mittelhochdeutsch ruom „Ehre, Lob“, ursprünglich „Selbstlob, kriegerisches Sichrühmen“) ist weitreichendes hohes Ansehen, das eine bedeutende Person aufgrund von herausragenden Leistungen, Eigenschaften bei der Allgemeinheit genießt.

## Maßstäbe
Nach Sallust erwuchs der Ruhm (die gloria) nur aus dem höchsten Gut der Menschen, ihrer virtus (Tugend), als eine Anerkennung für richtiges Handeln und hohe Verdienste für die Allgemeinheit (die res publica).
Für die Soziologie ist „Ruhm“ eine Frage des sozialen Status, gegenüber der „Ehre“ als einer Frage des Sozialprestiges.